# سیارک ۳۳۰
سیارک ۳۳۰ (به انگلیسی: 330 Adalberta، نامگذاری:A910CB) سیصد و سیمین سیارک کشف شده‌است که در ۲ فوریه ۱۹۱۰ و در هایدلبرگ کشف شد.
قدر مطلق سیارک برابر ۱۲٫۶۰ است.